# Herb gminy Pielgrzymka
Herb gminy Pielgrzymka – jeden z symboli gminy Pielgrzymka, ustanowiony 29 maja 1998.

## Wygląd i symbolika
Herb przedstawia na tarczy w polu jasnozielonym białą postać stojącą na czarnoszarym kamieniu obok 9 żółtych pól, a za nim zieloną górę.
Herb zawiera elementy historyczne i obecne, charakterystyczne dla terenu gminy. Postać symbolizuje pielgrzyma wędrującego do kościoła ucieczkowego pw. św. Jana Nepomucena w Pielgrzymce. Kamienie, na których stoi pielgrzym, oznaczają bogactwo naturalne tego terenu – piaskowiec. Żółte pola odzwierciedlają rolniczy charakter gminy, a liczba pól oznacza liczbę wsi, które wchodzą w skład gminy. Najważniejszym elementem krajobrazowym jest góra Ostrzyca Proboszczowicka, najwyższe wzniesienie byłego województwa legnickiego.